# Primera División de Andorra 2021-22
La Primera División de Andorra 2021-22 (en catalán: Primera Divisió de Andorra 2021-22), oficialmente y por motivos de patrocinio Lliga Multisegur Assegurances, fue la 27ta edición del campeonato de la máxima categoría de fútbol del Principado de Andorra. Fue organizada por la Federación Andorrana de Fútbol y disputada por 8 equipos.
La temporada comenzó el 19 de septiembre de 2021 y finalizó el 22 de mayo de 2022.

## Ascensos y descensos
| Pos. | Descendidos de 1.ª División |
| ---- | --------------------------- |
| 8.º  | Penya Encarnada d'Andorra   |

| Pos. | Ascendidos de 2.ª División |
| ---- | -------------------------- |
| 1.º  | Ordino                     |

## Sistema de competición
El campeonato constó de dos fases:
En la fase regular, los ocho equipos se enfrentaron entre sí bajo el sistema de todos contra todos a dos ruedas, completando un total de 14 fechas. Una vez finalizada dicha instancia, los cuatro equipos con mayor cantidad de puntos participaron de la Ronda por el campeonato, mientras que los cuatro restantes disputaron la Ronda por la permanencia. Todos los clubes comenzaron su participación en esta instancia con el puntaje final obtenido en la fase regular.
Los cuatro clubes que participaron de la Ronda por el campeonato volvieron a enfrentarse entre sí, todos contra todos, a doble rueda. El equipo que acumuló más puntos entre las dos fases se consagró campeón y accedió a la ronda preliminar de la Liga de Campeones de la UEFA 2022-23. Asimismo, el subcampeón se clasificó para la Primera ronda clasificatoria de la Liga de Conferencia Europa de la UEFA 2022-23. Un segundo puesto para la Primera ronda clasificatoria de la Liga de Conferencia Europa de la UEFA 2022-23 fue asignado al campeón de la Copa Constitució 2022.
Por otro lado, los cuatro equipos participantes de la Ronda por la permanencia se enfrentaron entre sí, todos contra todos, a doble rueda. Aquel que logró menor puntuación a lo largo de las dos fases descendió directamente a la Segunda División, mientras que el penúltimo disputó una promoción contra el subcampeón de dicha categoría.
En todas las fases, las clasificaciones se establecieron a partir de los puntos obtenidos en cada encuentro, otorgando tres por partido ganado, uno por empatado y ninguno en caso de derrota. En caso de igualdad de puntos entre dos o más equipos, se aplicaron, en el mencionado orden, los siguientes criterios de desempate:
1. Mayor cantidad de puntos en los partidos entre los equipos implicados;
2. Mejor diferencia de goles en los partidos entre los equipos implicados;
3. Mayor cantidad de goles a favor en los partidos entre los equipos implicados;
4. Mejor diferencia de goles en toda la temporada;
5. Mayor cantidad de goles a favor en toda la temporada.

## Equipos participantes
| Equipo                  | Ciudad                  |
| ----------------------- | ----------------------- |
| Atlètic Club d'Escaldes | Las Escaldas-Engordany  |
| Carroi                  | Santa Coloma de Andorra |
| Engordany               | Las Escaldas-Engordany  |
| Inter Club d'Escaldes   | Las Escaldas-Engordany  |
| FC Ordino               | Ordino                  |
| Sant Julià              | San Julián de Loria     |
| FC Santa Coloma         | Santa Coloma de Andorra |
| UE Santa Coloma         | Santa Coloma de Andorra |

| Parroquia              | N.º | Equipos                                                    |
| ---------------------- | --- | ---------------------------------------------------------- |
| Andorra la Vieja       | 3   | Carroi, FC Santa Coloma y UE Santa Coloma                  |
| Las Escaldas-Engordany | 3   | Atlètic Club d'Escaldes, Engordany y Inter Club d'Escaldes |
| San Julián de Loria    | 1   | Sant Julià                                                 |
| Ordino                 | 1   | Ordino                                                     |

## Fase regular

### Clasificación
| Pos. | Equipo                  | Pts. | PJ | G  | E | P  | GF | GC | Dif. | Clasificación 2021-22    |
| ---- | ----------------------- | ---- | -- | -- | - | -- | -- | -- | ---- | ------------------------ |
| 1    | Inter Club d'Escaldes   | 42   | 21 | 12 | 6 | 3  | 42 | 15 | +27  | Ronda por el campeonato  |
| 2    | UE Santa Coloma         | 39   | 21 | 11 | 6 | 4  | 29 | 19 | +10  | Ronda por el campeonato  |
| 3    | Sant Julià              | 37   | 21 | 10 | 7 | 4  | 33 | 21 | +12  | Ronda por el campeonato  |
| 4    | Atlètic Club d'Escaldes | 37   | 21 | 10 | 7 | 4  | 36 | 19 | +17  | Ronda por el campeonato  |
| 5    | FC Santa Coloma         | 37   | 21 | 10 | 7 | 4  | 41 | 26 | +15  | Ronda por la permanencia |
| 6    | Ordino                  | 19   | 21 | 5  | 4 | 12 | 19 | 39 | −20  | Ronda por la permanencia |
| 7    | Engordany               | 17   | 21 | 4  | 5 | 12 | 23 | 37 | −14  | Ronda por la permanencia |
| 8    | Carroi                  | 3    | 21 | 1  | 0 | 20 | 15 | 62 | −47  | Ronda por la permanencia |

Actualizado a los partidos jugados el 3 de abril de 2022.
 Fuente: FAF

### Evolución de la clasificación
| Jornada                 | 1 | 2 | 3 | 4 | 5 | 6 | 7 | 8  | 9  | 10 | 11 | 12  | 13 | 14 | 15 | 16 | 17 | 18 | 19 | 20 | 21 |
| Equipo                  |   |   |   |   |   |   |   |    |    |    |    |     |    |    |    |    |    |    |    |    |    |
| ----------------------- | - | - | - | - | - | - | - | -- | -- | -- | -- | --- | -- | -- | -- | -- | -- | -- | -- | -- | -- |
| Inter Club d'Escaldes   | 1 | 2 | 1 | 1 | 1 | 1 | 1 | 1  | 1  | 1  | 1* | 1*  | 3* | 1  | 1  | 1  | 1  | 1  | 1  | 1  | 1  |
| UE Santa Coloma         | 3 | 1 | 2 | 3 | 2 | 3 | 2 | 3* | 2* | 3* | 4  | 3   | 4  | 5  | 5  | 4  | 4  | 5  | 5  | 2  | 2  |
| Sant Julià              | 4 | 5 | 7 | 4 | 3 | 2 | 4 | 2  | 3  | 2  | 3* | 4*  | 2  | 3  | 3  | 3  | 3  | 3  | 4  | 3  | 3  |
| Atlètic Club d'Escaldes | 5 | 5 | 6 | 6 | 4 | 4 | 3 | 4  | 4  | 4  | 2  | 2   | 1  | 2  | 2  | 2  | 2  | 2  | 2  | 4  | 4  |
| FC Santa Coloma         | 6 | 7 | 4 | 2 | 5 | 5 | 6 | 5* | 5* | 5* | 5* | 5** | 5* | 4  | 4  | 5  | 5  | 4  | 3  | 5  | 5  |
| Ordino                  | 8 | 4 | 5 | 7 | 7 | 7 | 5 | 7  | 6  | 6  | 6* | 6*  | 6* | 6  | 6  | 6  | 6  | 6  | 6  | 6  | 6  |
| Engordany               | 2 | 3 | 3 | 5 | 6 | 6 | 7 | 6  | 7  | 7  | 7* | 7*  | 7* | 7  | 7  | 7  | 7  | 7  | 7  | 7  | 7  |
| Carroi                  | 7 | 8 | 8 | 8 | 8 | 8 | 8 | 8  | 8  | 8  | 8* | 8   | 8  | 8  | 8  | 8  | 8  | 8  | 8  | 8  | 8  |

### Resultados
- Los horarios corresponden a la CET (Hora Central Europea) UTC+1 en horario estándar y UTC+2 en horario de verano.

#### Primera vuelta
| Engordany               | 3 - 1 | Carroi                | Centre d'Entrenament de la FAF 1 | 19 de septiembre | 11:00 |
| UE Santa Coloma         | 2 - 1 | FC Santa Coloma       | Centre d'Entrenament de la FAF 1 | 19 de septiembre | 13:30 |
| Atlètic Club d'Escaldes | 1 - 1 | Sant Julià            | Centre d'Entrenament de la FAF 1 | 19 de septiembre | 16:00 |
| Ordino                  | 0 - 4 | Inter Club d'Escaldes | Centre d'Entrenament de la FAF 1 | 19 de septiembre | 18:30 |

| Sant Julià            | 1 - 2 | UE Santa Coloma         | Centre d'Entrenament de la FAF 1 | 26 de septiembre | 11:00 |
| Carroi                | 1 - 5 | Ordino                  | Centre d'Entrenament de la FAF 1 | 26 de septiembre | 13:30 |
| FC Santa Coloma       | 1 - 1 | Engordany               | Centre d'Entrenament de la FAF 1 | 26 de septiembre | 16:00 |
| Inter Club d'Escaldes | 0 - 0 | Atlètic Club d'Escaldes | Centre d'Entrenament de la FAF 1 | 26 de septiembre | 18:30 |

| Ordino          | 1 - 1 | Atlètic Club d'Escaldes | Centre d'Entrenament de la FAF 1 | 3 de octubre | 11:00 |
| Engordany       | 1 - 1 | Sant Julià              | Centre d'Entrenament de la FAF 1 | 3 de octubre | 13:30 |
| UE Santa Coloma | 0 - 1 | Inter Club d'Escaldes   | Centre d'Entrenament de la FAF 1 | 3 de octubre | 16:00 |
| Carroi          | 2 - 5 | FC Santa Coloma         | Centre d'Entrenament de la FAF 1 | 3 de octubre | 18:30 |

| FC Santa Coloma         | 3 - 2 | Ordino          | Centre d'Entrenament de la FAF 1 | 17 de octubre | 11:00 |
| Inter Club d'Escaldes   | 3 - 0 | Engordany       | Centre d'Entrenament de la FAF 1 | 17 de octubre | 13:30 |
| Sant Julià              | 2 - 0 | Carroi          | Centre d'Entrenament de la FAF 1 | 17 de octubre | 16:00 |
| Atlètic Club d'Escaldes | 0 - 0 | UE Santa Coloma | Centre d'Entrenament de la FAF 1 | 17 de octubre | 18:30 |

| Carroi          | 0 - 2 | Inter Club d'Escaldes   | Centre d'Entrenament de la FAF 1 | 24 de octubre | 11:00 |
| Engordany       | 0 - 2 | Atlètic Club d'Escaldes | Centre d'Entrenament de la FAF 1 | 24 de octubre | 13:30 |
| Ordino          | 0 - 2 | UE Santa Coloma         | Centre d'Entrenament de la FAF 1 | 24 de octubre | 16:00 |
| FC Santa Coloma | 1 - 3 | Sant Julià              | Centre d'Entrenament de la FAF 1 | 24 de octubre | 18:30 |

| Inter Club d'Escaldes   | 1 - 1 | FC Santa Coloma | Centre d'Entrenament de la FAF 1 | 31 de octubre | 11:00 |
| Ordino                  | 0 - 1 | Sant Julià      | Centre d'Entrenament de la FAF 1 | 31 de octubre | 13:30 |
| Atlètic Club d'Escaldes | 3 - 1 | Carroi          | Centre d'Entrenament de la FAF 1 | 31 de octubre | 16:00 |
| UE Santa Coloma         | 1 - 0 | Engordany       | Centre d'Entrenament de la FAF 1 | 31 de octubre | 18:30 |

| Sant Julià      | 0 - 0 | Inter Club d'Escaldes   | Centre d'Entrenament de la FAF 1 | 7 de noviembre | 11:00 |
| FC Santa Coloma | 1 - 3 | Atlètic Club d'Escaldes | Centre d'Entrenament de la FAF 1 | 7 de noviembre | 13:30 |
| Engordany       | 2 - 4 | Ordino                  | Centre d'Entrenament de la FAF 1 | 7 de noviembre | 16:00 |
| Carroi          | 1 - 2 | UE Santa Coloma         | Centre d'Entrenament de la FAF 1 | 7 de noviembre | 18:30 |

#### Segunda vuelta
| Carroi                | 1 - 4 | Engordany               | Centre d'Entrenament de la FAF 1 | 21 de noviembre | 11:00 |
| Inter Club d'Escaldes | 3 - 0 | Ordino                  | Centre d'Entrenament de la FAF 1 | 21 de noviembre | 16:00 |
| Sant Julià            | 1 - 0 | Atlètic Club d'Escaldes | Centre d'Entrenament de la FAF 1 | 21 de noviembre | 18:30 |
| FC Santa Coloma       | 3 - 1 | UE Santa Coloma         | Centre d'Entrenament de la FAF 1 | 26 de enero     | 20:45 |

| UE Santa Coloma         | 1 - 1 | Sant Julià            | Centre d'Entrenament de la FAF 1 | 28 de noviembre | 11:00 |
| Ordino                  | 2 - 0 | Carroi                | Centre d'Entrenament de la FAF 1 | 28 de noviembre | 13:30 |
| Engordany               | 2 - 4 | FC Santa Coloma       | Centre d'Entrenament de la FAF 1 | 28 de noviembre | 16:00 |
| Atlètic Club d'Escaldes | 1 - 1 | Inter Club d'Escaldes | Centre d'Entrenament de la FAF 1 | 28 de noviembre | 18:30 |

| Atlètic Club d'Escaldes | 3 - 0 | Ordino          | Centre d'Entrenament de la FAF 1 | 19 de diciembre | 11:00 |
| Inter Club d'Escaldes   | 2 - 2 | UE Santa Coloma | Centre d'Entrenament de la FAF 1 | 19 de diciembre | 13:30 |
| FC Santa Coloma         | 3 - 0 | Carroi          | Centre d'Entrenament de la FAF 1 | 19 de diciembre | 16:00 |
| Sant Julià              | 3 - 2 | Engordany       | Centre d'Entrenament de la FAF 1 | 19 de diciembre | 18:30 |

| UE Santa Coloma | 1 - 3 | Atlètic Club d'Escaldes | Centre d'Entrenament de la FAF 1 | 9 de enero   | 11:00 |
| Carroi          | 0 - 6 | Sant Julià              | CE La Massana                    | 26 de enero  | 21:00 |
| Ordino          | 0 - 0 | FC Santa Coloma         | Centre d'Entrenament de la FAF 1 | 2 de febrero | 20:45 |
| Engordany       | 1 - 2 | Inter Club d'Escaldes   | Centre d'Entrenament de la FAF 1 | 3 de febrero | 16:00 |

| Sant Julià              | 0 - 0 | FC Santa Coloma | Centre d'Entrenament de la FAF 1 | 19 de enero | 17:00 |
| Inter Club d'Escaldes   | 4 - 2 | Carroi          | Centre d'Entrenament de la FAF 1 | 19 de enero | 20:45 |
| Atlètic Club d'Escaldes | 3 - 1 | Engordany       | Centre d'Entrenament de la FAF 1 | 20 de enero | 16:00 |
| UE Santa Coloma         | 1 - 0 | Ordino          | Centre d'Entrenament de la FAF 1 | 20 de enero | 20:45 |

| Engordany       | 1 - 1 | UE Santa Coloma         | Centre d'Entrenament de la FAF 1 | 30 de enero | 11:00 |
| FC Santa Coloma | 3 - 2 | Inter Club d'Escaldes   | Centre d'Entrenament de la FAF 1 | 30 de enero | 13:30 |
| Carroi          | 1 - 2 | Atlètic Club d'Escaldes | Centre d'Entrenament de la FAF 1 | 30 de enero | 16:00 |
| Sant Julià      | 1 - 1 | Ordino                  | Centre d'Entrenament de la FAF 1 | 30 de enero | 18:30 |

| Atlètic Club d'Escaldes | 2 - 1 | FC Santa Coloma | Centre d'Entrenament de la FAF 1 | 6 de febrero | 11:00 |
| Ordino                  | 1 - 0 | Engordany       | Centre d'Entrenament de la FAF 1 | 6 de febrero | 13:30 |
| Inter Club d'Escaldes   | 1 - 0 | Sant Julià      | Centre d'Entrenament de la FAF 1 | 6 de febrero | 16:00 |
| UE Santa Coloma         | 1 - 2 | Carroi          | Centre d'Entrenament de la FAF 1 | 6 de febrero | 18:30 |

#### Tercera vuelta
| Engordany               | 1 - 0 | Carroi                | Centre d'Entrenament de la FAF 1 | 13 de febrero | 11:00 |
| Atlètic Club d'Escaldes | 2 - 3 | Sant Julià            | Centre d'Entrenament de la FAF 1 | 13 de febrero | 13:30 |
| UE Santa Coloma         | 1 - 1 | FC Santa Coloma       | Centre d'Entrenament de la FAF 1 | 13 de febrero | 16:00 |
| Ordino                  | 0 - 7 | Inter Club d'Escaldes | Centre d'Entrenament de la FAF 1 | 13 de febrero | 18:30 |

| Carroi                | 0 - 1 | Ordino                  | Centre d'Entrenament de la FAF 1 | 20 de febrero | 11:00 |
| Sant Julià            | 0 - 4 | UE Santa Coloma         | Centre d'Entrenament de la FAF 1 | 20 de febrero | 13:30 |
| Inter Club d'Escaldes | 2 - 1 | Atlètic Club d'Escaldes | Centre d'Entrenament de la FAF 1 | 20 de febrero | 16:00 |
| FC Santa Coloma       | 1 - 1 | Engordany               | Centre d'Entrenament de la FAF 1 | 20 de febrero | 18:30 |

| UE Santa Coloma | 1 - 0 | Inter Club d'Escaldes   | Centre d'Entrenament de la FAF 1 | 27 de febrero | 11:00 |
| Ordino          | 0 - 5 | Atlètic Club d'Escaldes | Centre d'Entrenament de la FAF 1 | 27 de febrero | 13:30 |
| Engordany       | 1 - 3 | Sant Julià              | Centre d'Entrenament de la FAF 1 | 27 de febrero | 16:00 |
| Carroi          | 0 - 5 | FC Santa Coloma         | Centre d'Entrenament de la FAF 1 | 27 de febrero | 18:30 |

| FC Santa Coloma         | 2 - 1 | Ordino          | Centre d'Entrenament de la FAF 1 | 6 de marzo | 11:00 |
| Inter Club d'Escaldes   | 4 - 1 | Engordany       | Centre d'Entrenament de la FAF 1 | 6 de marzo | 13:30 |
| Sant Julià              | 4 - 1 | Carroi          | Centre d'Entrenament de la FAF 1 | 6 de marzo | 16:00 |
| Atlètic Club d'Escaldes | 1 - 1 | UE Santa Coloma | Centre d'Entrenament de la FAF 1 | 6 de marzo | 18:30 |

| Engordany       | 1 - 0 | Atlètic Club d'Escaldes | Centre d'Entrenament de la FAF 1 | 13 de marzo | 11:00 |
| FC Santa Coloma | 2 - 0 | Sant Julià              | Centre d'Entrenament de la FAF 1 | 13 de marzo | 13:30 |
| Ordino          | 0 - 1 | UE Santa Coloma         | Centre d'Entrenament de la FAF 1 | 13 de marzo | 16:00 |
| Carroi          | 0 - 2 | Inter Club d'Escaldes   | Centre d'Entrenament de la FAF 1 | 13 de marzo | 18:30 |

| Inter Club d'Escaldes   | 1 - 2 | FC Santa Coloma | Centre d'Entrenament de la FAF 1 | 20 de marzo | 11:00 |
| Atlètic Club d'Escaldes | 2 - 1 | Carroi          | Centre d'Entrenament de la FAF 1 | 20 de marzo | 13:30 |
| UE Santa Coloma         | 1 - 0 | Engordany       | Centre d'Entrenament de la FAF 1 | 20 de marzo | 16:00 |
| Ordino                  | 1 - 2 | Sant Julià      | Centre d'Entrenament de la FAF 1 | 20 de marzo | 18:30 |

| Sant Julià      | 0 - 0 | Inter Club d'Escaldes   | Centre d'Entrenament de la FAF 1 | 3 de abril | 12:00 |
| FC Santa Coloma | 1 - 1 | Atlètic Club d'Escaldes | Prada de Moles                   | 3 de abril | 12:00 |
| Carroi          | 1 - 3 | UE Santa Coloma         | CE La Massana                    | 3 de abril | 12:00 |
| Engordany       | 0 - 0 | Ordino                  | Centre d'Entrenament de la FAF 1 | 3 de abril | 17:00 |

## Ronda por el campeonato

### Clasificación
| Pos. | Equipo                    | Pts. | PJ | G  | E  | P | GF | GC | Dif. | Clasificación 2022–23                       |
| ---- | ------------------------- | ---- | -- | -- | -- | - | -- | -- | ---- | ------------------------------------------- |
| 1    | Inter Club d'Escaldes (C) | 50   | 27 | 14 | 8  | 5 | 54 | 24 | +30  | Ronda preliminar de la Liga de Campeones    |
| 2    | UE Santa Coloma           | 47   | 27 | 13 | 8  | 6 | 37 | 26 | +11  | Primera Ronda de la Liga Europa Conferencia |
| 3    | Sant Julià                | 46   | 27 | 12 | 10 | 5 | 41 | 30 | +11  |                                             |
| 4    | Atlètic Club d'Escaldes   | 43   | 27 | 11 | 10 | 6 | 44 | 30 | +14  | Primera Ronda de la Liga Europa Conferencia |

Actualizado a los partidos jugados el 22 de mayo de 2022.
 Fuente: FAF
Notas:
1. ↑  Atlètic Club d'Escaldes clasificó a la Primera ronda de la Liga Europa Conferencia, por ser campeón de la Copa Constitució 2022.

### Evolución de la clasificación
| Jornada                 | 1 | 2 | 3 | 4 | 5 | 6 |
| Equipo                  |   |   |   |   |   |   |
| ----------------------- | - | - | - | - | - | - |
| Inter Club d'Escaldes   | 1 | 1 | 1 | 1 | 1 | 1 |
| UE Santa Coloma         | 3 | 2 | 3 | 2 | 2 | 2 |
| Sant Julià              | 2 | 3 | 4 | 3 | 3 | 3 |
| Atlètic Club d'Escaldes | 4 | 4 | 2 | 4 | 4 | 4 |

### Resultados

#### Primera vuelta
| Atlètic Club d'Escaldes | 1 - 1 | Inter Club d'Escaldes | Centre d'Entrenament de la FAF 1 | 10 de abril | 16:00 |
| Sant Julià              | 2 - 1 | UE Santa Coloma       | Centre d'Entrenament de la FAF 1 | 10 de abril | 18:30 |

| UE Santa Coloma | 1 - 0 | Inter Club d'Escaldes   | Centre d'Entrenament de la FAF 1 | 24 de abril | 16:00 |
| Sant Julià      | 1 - 1 | Atlètic Club d'Escaldes | Centre d'Entrenament de la FAF 1 | 24 de abril | 18:30 |

| Inter Club d'Escaldes   | 4 - 1 | Sant Julià      | Centre d'Entrenament de la FAF 1 | 1 de mayo | 16:00 |
| Atlètic Club d'Escaldes | 3 - 2 | UE Santa Coloma | Centre d'Entrenament de la FAF 1 | 1 de mayo | 18:30 |

#### Segunda vuelta
| UE Santa Coloma       | 0 - 0 | Sant Julià              | Centre d'Entrenament de la FAF 1 | 8 de mayo | 16:00 |
| Inter Club d'Escaldes | 4 - 1 | Atlètic Club d'Escaldes | Centre d'Entrenament de la FAF 1 | 8 de mayo | 18:30 |

| Atlètic Club d'Escaldes | 1 - 2 | Sant Julià      | CE La Massana                    | 15 de mayo | 17:00 |
| Inter Club d'Escaldes   | 1 - 3 | UE Santa Coloma | Centre d'Entrenament de la FAF 1 | 15 de mayo | 17:00 |

| UE Santa Coloma | 1 - 1 | Atlètic Club d'Escaldes | CE La Massana                    | 22 de mayo | 17:00 |
| Sant Julià      | 2 - 2 | Inter Club d'Escaldes   | Centre d'Entrenament de la FAF 1 | 22 de mayo | 17:00 |

## Ronda por la permanencia

### Clasificación
| Pos. | Equipo          | Pts. | PJ | G  | E | P  | GF | GC | Dif. | Clasificación 2022–23                  |
| ---- | --------------- | ---- | -- | -- | - | -- | -- | -- | ---- | -------------------------------------- |
| 1    | FC Santa Coloma | 52   | 27 | 15 | 7 | 5  | 64 | 34 | +30  |                                        |
| 2    | Ordino          | 27   | 27 | 7  | 6 | 14 | 30 | 49 | −19  |                                        |
| 3    | Engordany       | 20   | 27 | 5  | 5 | 17 | 29 | 55 | −26  | Promoción por la permanencia           |
| 4    | Carroi (D)      | 11   | 27 | 3  | 2 | 22 | 22 | 73 | −51  | Descenso a la Segunda División 2022-23 |

Actualizado a los partidos jugados el 22 de mayo de 2022.
 Fuente: FAF

### Evolución de la clasificación
| Jornada         | 1 | 2 | 3 | 4 | 5 | 6 |
| Equipo          |   |   |   |   |   |   |
| --------------- | - | - | - | - | - | - |
| FC Santa Coloma | 1 | 1 | 1 | 1 | 1 | 1 |
| Ordino          | 2 | 2 | 2 | 2 | 2 | 2 |
| Engordany       | 3 | 3 | 3 | 3 | 3 | 3 |
| Carroi          | 4 | 4 | 4 | 4 | 4 | 4 |

### Resultados

#### Primera vuelta
| Engordany | 0 - 2 | Ordino          | Centre d'Entrenament de la FAF 1 | 10 de abril | 11:00 |
| Carroi    | 0 - 4 | FC Santa Coloma | Centre d'Entrenament de la FAF 1 | 10 de abril | 13:30 |

| FC Santa Coloma | 3 - 2 | Ordino    | Centre d'Entrenament de la FAF 1 | 24 de abril | 11:00 |
| Carroi          | 0 - 2 | Engordany | Centre d'Entrenament de la FAF 1 | 24 de abril | 13:30 |

| Ordino    | 2 - 2 | Carroi          | Centre d'Entrenament de la FAF 1 | 1 de mayo | 11:00 |
| Engordany | 1 - 4 | FC Santa Coloma | Centre d'Entrenament de la FAF 1 | 1 de mayo | 13:30 |

#### Segunda vuelta
| FC Santa Coloma | 1 - 2 | Carroi    | Centre d'Entrenament de la FAF 1 | 8 de mayo | 11:00 |
| Ordino          | 2 - 1 | Engordany | Centre d'Entrenament de la FAF 1 | 8 de mayo | 13:30 |

| Engordany | 1 - 2 | Carroi          | CE La Massana                    | 14 de mayo | 20:30 |
| Ordino    | 2 - 3 | FC Santa Coloma | Centre d'Entrenament de la FAF 1 | 14 de mayo | 20:30 |

| Carroi          | 1 - 1 | Ordino    | Centre d'Entrenament de la FAF 1 | 21 de mayo | 20:30 |
| FC Santa Coloma | 8 - 1 | Engordany | Centre d'Entrenament de la FAF 1 | 22 de mayo | 11:00 |

## Promoción por la permanencia
El tercer equipo ubicado en la clasificación final de la Ronda por la permanencia disputó una serie a doble partido, uno como visitante y otro como local, ante el  subcampeón de la Segunda División. El ganador de la eliminatoria participará de la siguiente temporada de la Primera Divisió.
| 29 de mayo de 2022, 20:00; | La Massana | 0:3 (0:2) | Engordany                                               | CE La Massana, La Massana    |                              |
|                            |            |           | Diego Nájera 4' · Marcel Olivia 10' · Marvin Assane 78' | Árbitro(s): Manuel Fernandes | Árbitro(s): Manuel Fernandes |

| 1 de junio de 2022, 20:30; | Engordany                                                            | 4:1 (2:0) (Global 7:1) | La Massana            | Centre d'Entrenament de la FAF 1, Andorra la Vieja |                                         |
| | Marcel Olivia 25', 92' · Nicolas Minutella 27' · Matías Mirabaje 51' | Reporte                | Jonathan Leighton 79' | Árbitro(s): Cristian Moreira de Almeida            | Árbitro(s): Cristian Moreira de Almeida |
| Ambos clubes permanecieron en sus respectivas ligas. El Engordany en la Primera División y La Massana en la Segunda División. |                                                                      |                        |                       |                                                    |                                         |

## Tabla de goleadores
- Actualizado el 22 de mayo de 2022.

| Pos. | Jugador         | Club                    | Goles |
| ---- | --------------- | ----------------------- | ----- |
| 1    | Guillaume López | FC Santa Coloma         | 21    |
| 2    | Jaime Grondona  | FC Santa Coloma         | 15    |
| 3    | Gerard Artigas  | Inter Club d'Escaldes   | 12    |
| 4    | Davi Corominas  | Ordino                  | 10    |
| 5    | Aleix Cisteró   | Atlètic Club d'Escaldes | 9     |